# ارغاش شوسماتوف
ارغاش رحمت الله-فيتش شوسماتوف (بالأوزبكي : ) كان نائب رئيس وزراء أوزبكستان بين عامي 2012 و 2016. ولد عام 1951 وتخرج من معهد طشقند للفنون التطبيقية. 
في 30 أغسطس 2006، أعلن شوسماتوف أن الحكومة الأوزبكية وكونسورتيوم دولي يتألف من أوزبيكنفتجاز المملوكة للدولة ، ولوك أويل أوفرسيز، وبتروناس، ومؤسسة النفط الوطنية الكورية، وشركة البترول الوطنية الصينية قد وقعوا اتفاقية مشاركة في الإنتاج لاستكشاف وتطوير حقول النفط والغاز في بحر آرال، قائلاً: "بحر آرال غير معروف إلى حد كبير ، لكنه يحمل الكثير من النفط والغاز من حيث العثور عليه. هناك مخاطر بالطبع لكننا نؤمن بنجاح هذا المشروع الفريد ". تم إنشاء الكونسورتيوم في سبتمبر 2005. 